# كلية علوم الرياضة (الجامعة الأردنية)
كلية علوم الرياضة في الجامعة الأردنية هي كلية إنسانية تابعة للجامعة الأردنية في عمّان، الأردن. يقع مبنى الكلية في مدينة الحسين للشباب خارج حرم الجامعة. تأسست الكلية عام 1979، وتضم الكلية ثلاثة أقسام، وهم: قسم الإشراف والتدريس، وقسم الإدارة والتدريب، وقسم الصحة والترويح.

## عمداء الكلية
هذه قائمة بعمداء الكلية منذ تأسيسها:
- صادق الحايك: 1/9/2017 - 30/1/2018.
- خالد عطيات: 1/9/2016 - 30/8/2017.
- وليد الرحاحلة: 3/9/2012 - 1/9/2016.
- عربي حمودة المغربي: 28/10/2010 - 2/9/2012.
- سهى أديـب عيسى: 2/9/2006 - 31/8/2010.
- كمال الربضي: 22/9/2002 - 2/9/2006.
- ساري حمدان: 23/8/1999 - 22/9/2002.
- هاشم إبراهيم: 21/8/1991 - 20/8/1999.
- إبراهيم عادل: 18/8/1990 - 20/8/1991.
- عبد الله عويدات: 1/4/1984 - 14/8/1989.
- محمد أحمد حمدان: 27/2/1984 - 31/3/1984 (الفترة الثانية).
- محمد خير مامسر: 7/2/1984 - 31/3/1984 (الفترة الأولى).
- محمد أحمد حمدان: 4/3/1979 - 7/2/1981 (الفترة الثانية).
- محمد خير مامسر: 28/2/1979 - 7/12/1981 (الفترة الأولى).